# Round Lake (sjö i Antarktis)
Round Lake är en sjö i Antarktis. Den ligger i Östantarktis. Australien gör anspråk på området.